# Диссентеры
Диссе́нтеры (англ. dissenters — от лат. dissentio — не соглашаюсь) — в Англии одно из наименований протестантов, отклонявшихся от официально принятого вероисповедания. Термин появился в связи с распространением Реформации и применялся с XVI века для обозначения тех, кто подвергался преследованиям со стороны государственной церкви. В зависимости от характера последней, диссентерами в разное время назывались представители различных вероисповеданий. Чаще всего диссентерами назывались пуритане. При королеве Елизавете диссентерами называли всех противников англиканской церкви, включая католиков.